# (7611) Hashitatsu
(7611) Hashitatsu est un astéroïde de la ceinture principale.

## Description
(7611) Hashitatsu est un astéroïde de la ceinture principale. Il fut découvert le 23 janvier 1996 à Oizumi par Takao Kobayashi. Il présente une orbite caractérisée par un demi-grand axe de 2,98 UA, une excentricité de 0,16 et une inclinaison de 8,5° par rapport à l'écliptique.

## Compléments